# Hans R. Knudsen
Hans Rynkeby Knudsen (12. november 1903 i Løgstør – 4. november 1962 i Nykøbing Mors) var en dansk politiker og medlem af Folketinget for Socialdemokratiet 1950-1962.
Han blev indenrigsminister i 1960 i Viggo Kampmanns regering og i 1961 finansminister. 